# 鲁道夫·冯·耶林
鲁道夫·冯·耶林（德語：Rudolf von Jhering，1818年8月22日—1892年9月17日），生于奥利希市，卒于哥廷根，德国19世纪法学家，缔约过失责任理论的创始人。

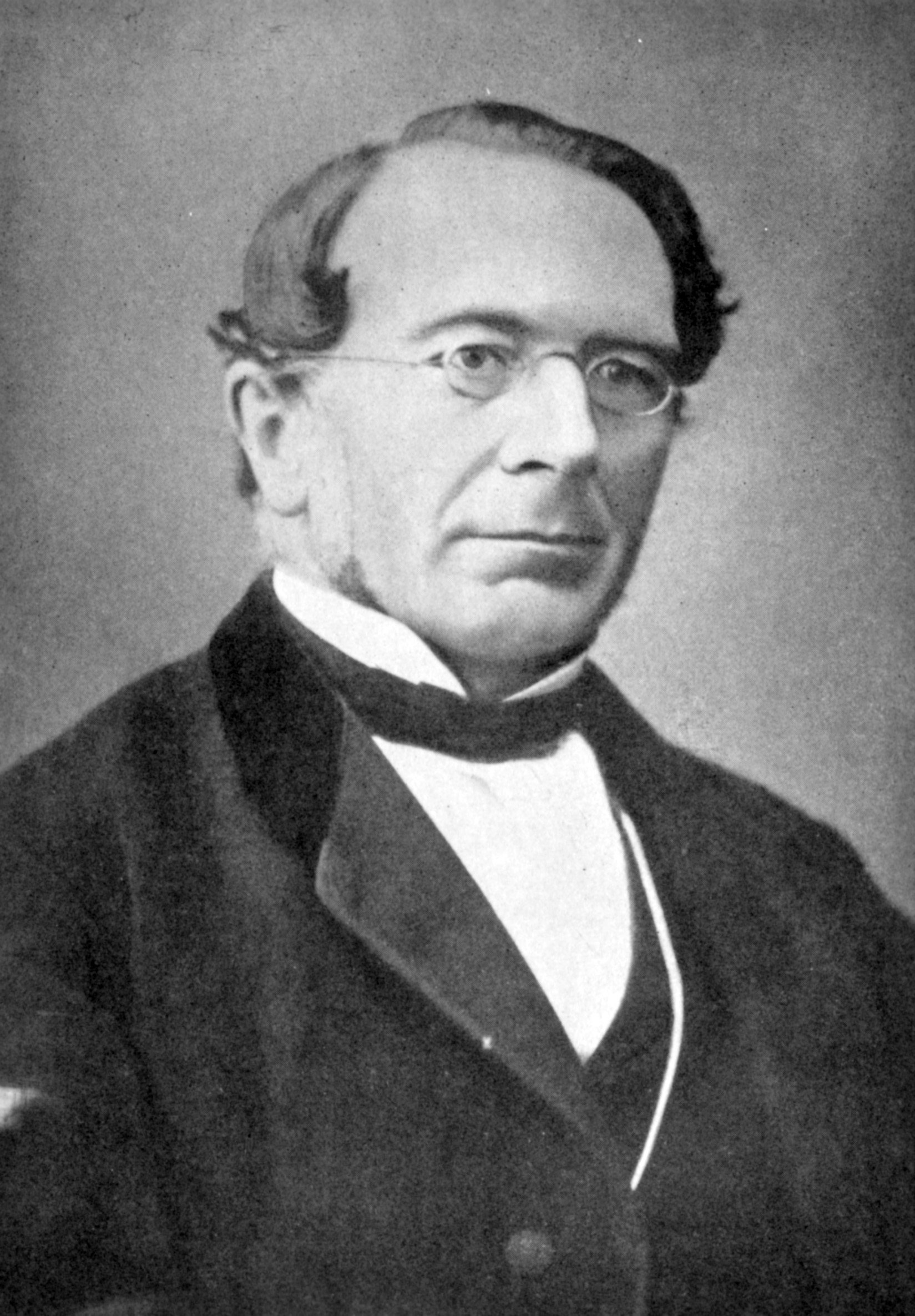
鲁道夫·冯·耶林

## 生平
鲁道夫·冯·耶林生于一个犹太家庭。曾求学于海德堡、哥廷根、慕尼黑及柏林，并于1842年在柏林取得法学博士。 之后任教于巴塞尔、 罗斯托克、基尔、吉森。 1868年赴维也纳，并于此做其著名演讲「为权利而斗争」（德語：Der Kampf ums Recht），该书两年内再版十二次，被译成26种语言。
在维也纳，奥地利国王赐其世袭贵族。1872年，其受聘于哥廷根大学担任法学教授。 在哥廷根任教期间，曾拒绝了莱比锡大学及海德堡大学的教授任职聘请，1892年于哥廷根逝世。
1881年，即德国民法典诞生前近20年，其已提出损害赔偿请求权中“积极利益”与“消极利益”之区别这一至今仍在德国民法典中使用的概念。而由其“发现”的关于订立合同（契約）之前的责任（即缔约过失责任），至今仍由德国民法典第311条第2款所调整。耶林在19世纪下半叶的法学声望与19世纪上半叶萨维尼的法学声望一起被相提并论。
在今天的哥廷根，有一条街道被命名为耶林大道，以纪念这位著名的法学家。在其曾居住过的寓所前，有一块标有其名字的牌匾。

## 主要著作
- 《罗马法各阶段之精神》， 第四版， 1852-1865
- 《为权利而斗争》，讲演，维也纳，1872
- 《法律的目的》，第二版， 1877-1883
- 《无效或未完成契约之缔约过失责任或损害赔偿》，载于: 今日罗马私法及德国私法精要年刊文集， 第一版，耶拿 1881，第327页及以下。

## 名言选录
- "立法者应如哲学家般思考，如农夫般言谈。"
- "为权利而斗争乃人性之诗学。"
- "目的为一切权利之创造者。"
- "权利之目的为和平，达成此目的之手段为斗争。"
- "20世紀是債權擅場的世紀，更是債權為尋求擔保而奮鬥的世紀。"
- "沒有戰爭的和平及沒有勤勞的收益，只存於天堂。其在人間，則應視為辛苦奮鬥結果。"